# Национальный музей криптографии
Национальный музей криптографии (англ. National Cryptologic Museum, NCM) — музей США, созданный АНБ, экспозиция которого посвящена истории криптографии.

## Экспозиция
Коллекция музея содержит тысячи экспонатов, отображающих историю американской криптографии со времен Войны за независимость до настоящего времени, в том числе действующие экземпляры немецкой шифровальной машины времён Второй мировой войны «Энигма» (два из них доступны для использования посетителями), дешифровальной машины ВМФ США Bombe, и другие.
Кроме оборудования, используемого для шифрования, расшифровки и обеспечения безопасности информации, экспозиция представляет людей, которые внесли вклад в развитие криптографии в Америке — включая Джорджа Вашингтона (который использовал кодированные сообщения во время Войны за независимость), американских индейцев, которые защищали коммуникации США во время мировых войн, используя свой родной язык для кодирования сообщений, женщин — военнослужащих подразделения ВМФ США WAVES, которые расшифровывали германские кодированные сообщения во время Второй мировой войны, и многих других.
Экспозиция музея включает четыре основных раздела:
- Начальный этап развития криптографии — охватывает период с XVI века (книга "Polygraphiae" эпохи Возрождения) до 1950-х годов. Здесь представлены экспонаты времён отцов-основателей Соединенных Штатов, Гражданской войны в США, шифровальщиков навахо, Первой мировой войны, Второй мировой войны и войны в Корее.
- Период «Холодной войны» — представляет период развития криптографии во время «холодной войны», с первых лет деятельности АНБ до настоящего времени, в том числе с использованием суперкомпьютеров.
- Обеспечение сохранности информации — здесь представлены технологии с использованием спутников, безопасной голосовой связи, системы несанкционированного доступа и защиты от них, в том числе с использованием биометрических данных.
- Мемориальный зал, часть которого представляет собой Зал Славы АНБ, а также включает мемориал возле здания музея — Национальный парк Виджиленс, где увековечена память сотрудников АНБ, погибших при исполнении своих обязанностей[1].

Кроме того, в музее представлены специальные экспозиции, отражающие роль женщин и афроамериканцев в истории криптографии, а также разнообразие языков, используемых в мире (в том числе копия Розетского камня и жаргон хобо, использовавшийся в конце XIX — начале XX веков).
Музей располагает обширной библиотекой рассeкреченных материалов по истории криптографии и собственно криптографии. Библиотека работает в дни работы музея. Материалы библиотеки не выдаются читателям, но фотографирование и фотокопирование допускаются.
Фонды библиотеки выросли почти вдвое благодаря историку и писателю Дэвид Кану, который пожертвовал библиотеке обширную коллекцию статей, книг и других материалов по истории криптографии. Торжественная церемония по этому поводу состоялась 26 октября 2010 года.

## Деятельность
В музее проводятся организованные экскурсии, которые проводят сотрудники АНБ, вышедшие на пенсию. Группы из шести человек и более должны заранее связаться с музеем и решить вопрос о предоставлении экскурсовода. Музей также проводит образовательные туры, интерактивные программы, тренинги для учащихся в возрасте от 9 лет, а также программы для бойскаутов и гёрлскаутов всех возрастов.
В 2010 в музее проходила церемония посвящения личного состава морской пехоты Кибернетического командования США, в которой принял участие бывший командующий морской пехотой генерал А.Грей.

## Зал Славы АНБ
Зал Славы создан в музее в 1999 для увековечения памяти сотрудников АНБ, внесших выдающийся вклад в развитие криптографии в США.
Ежегодно фонд музея представляет очередные кандидатуры для размещения в экспозиции Зала Славы.

## Галерея

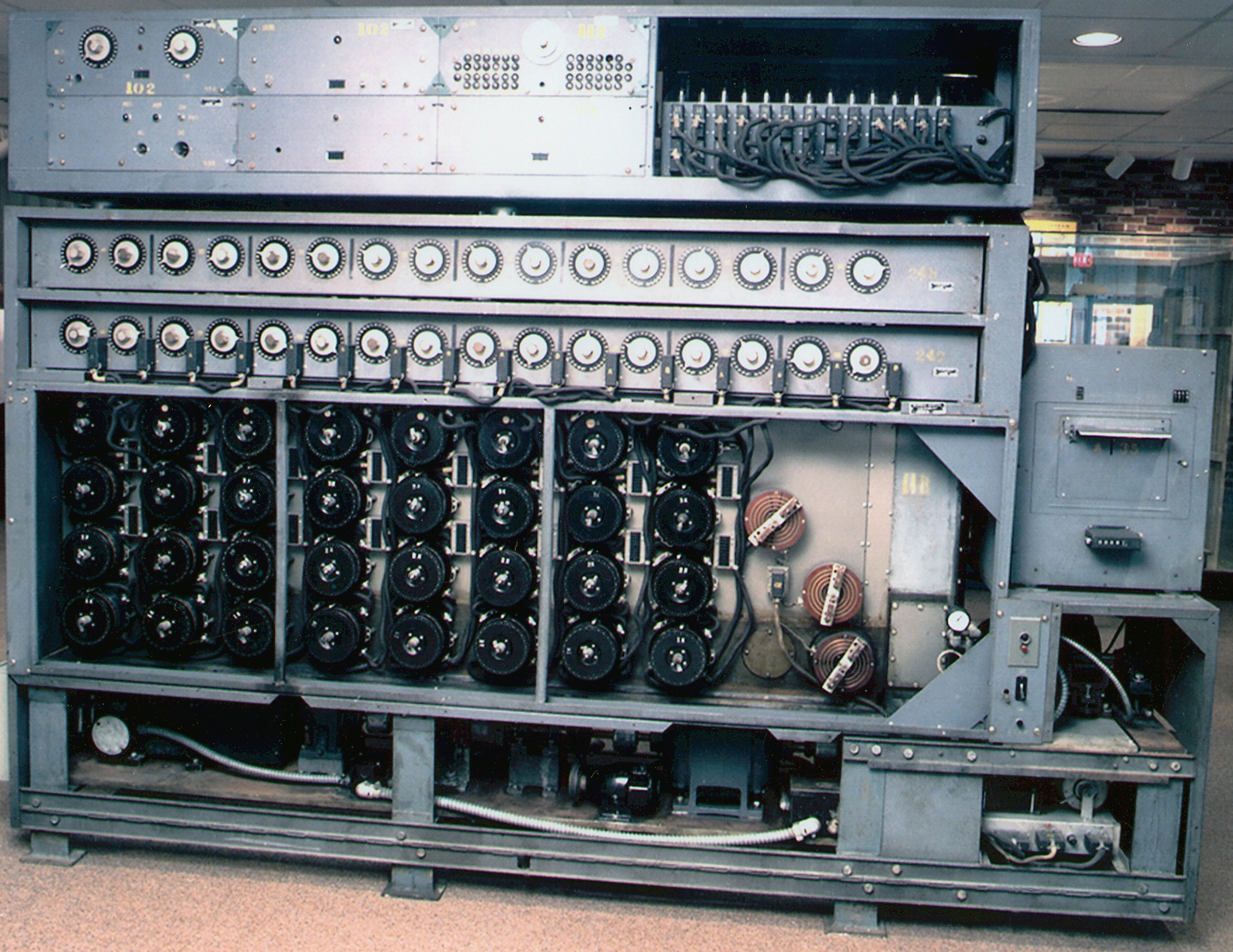
Bombe дешифровальная  машина, с помощью которой  взламывали коды  немецкой Энигмы
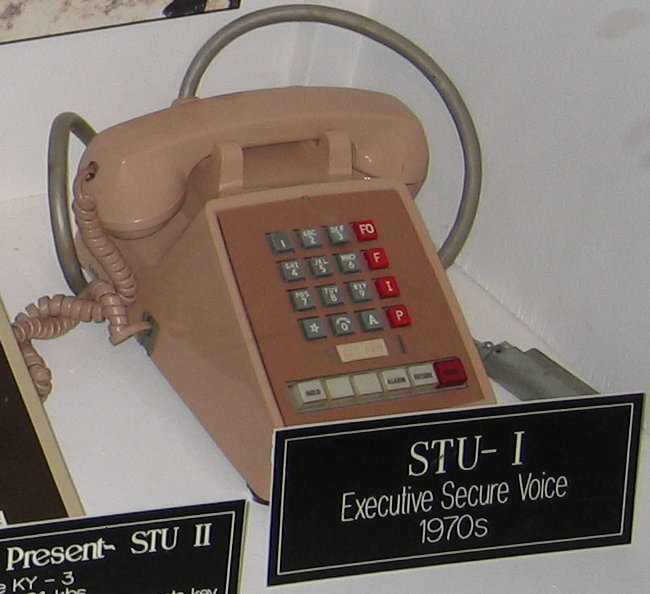
STU-I засекреченная  аппаратура связи
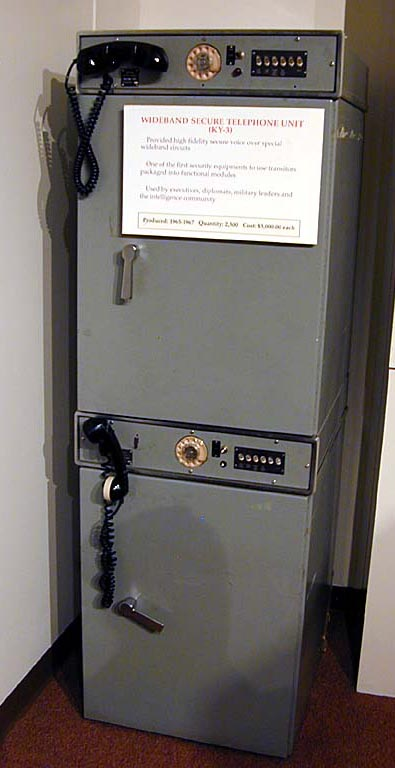
KY-3 телефон защищённой связи
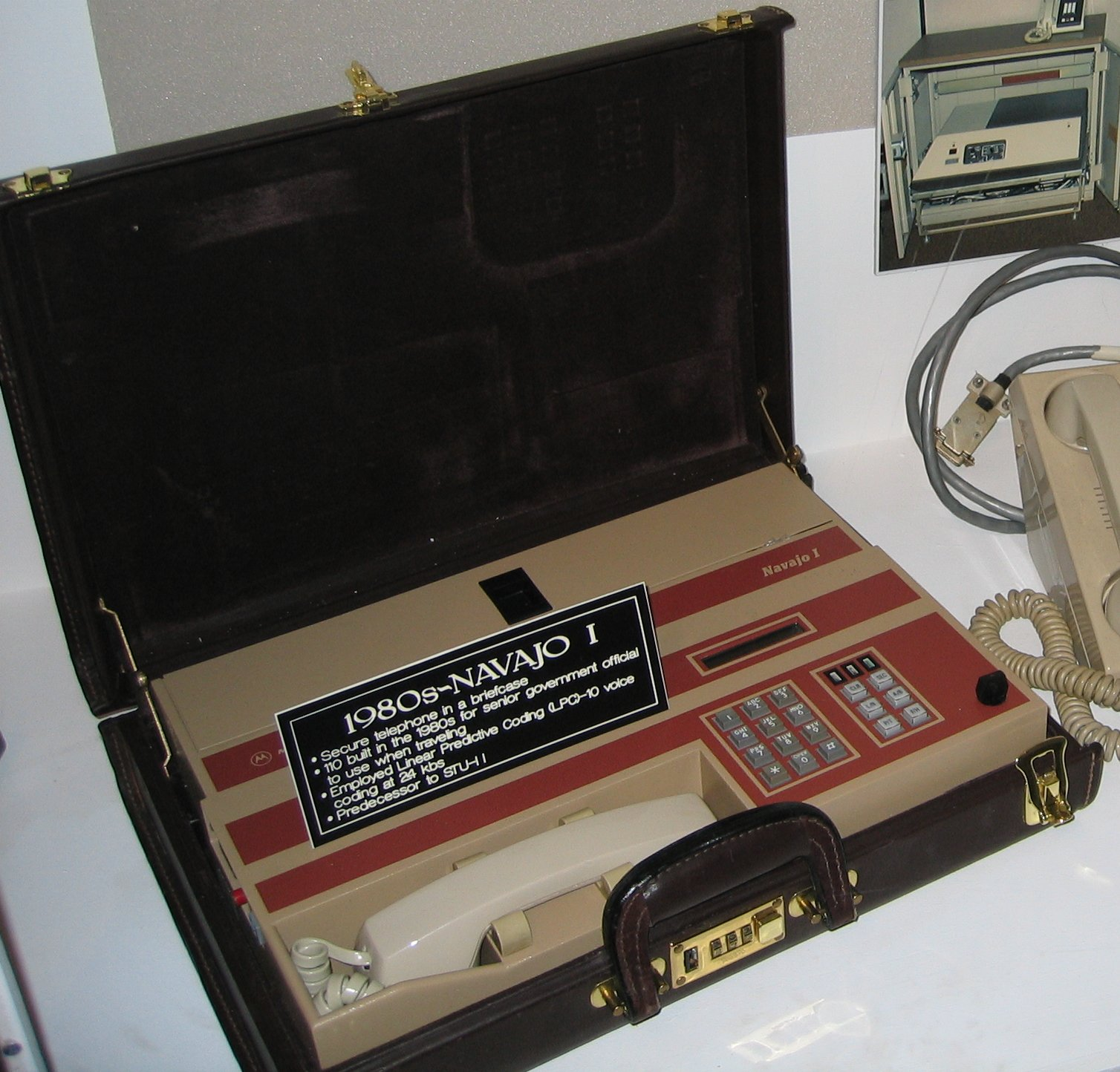
Navajo I телефон защищённой связи
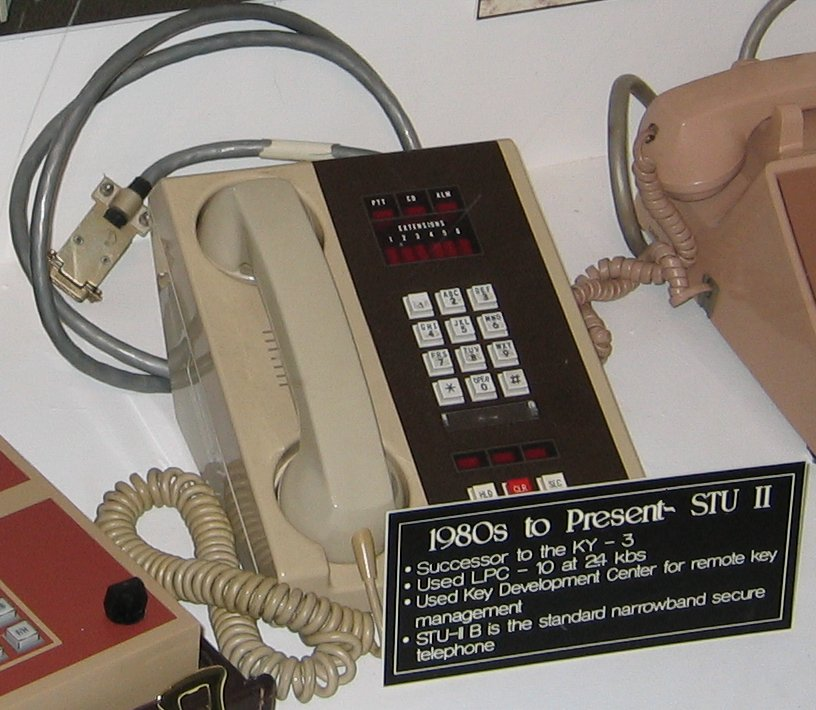
STU-II  телефон защищённой связи (электроника  размещена в  отдельной комнате)
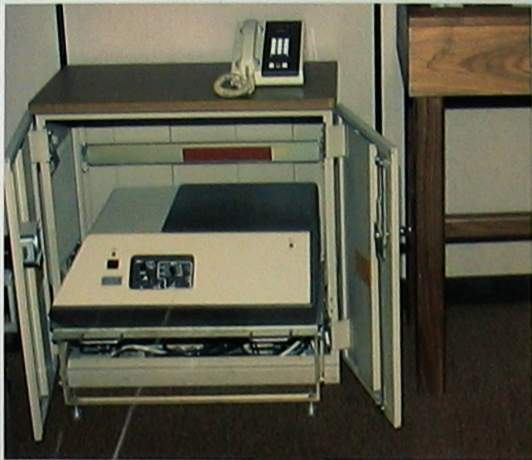
STU-II оборудование защищенной связи
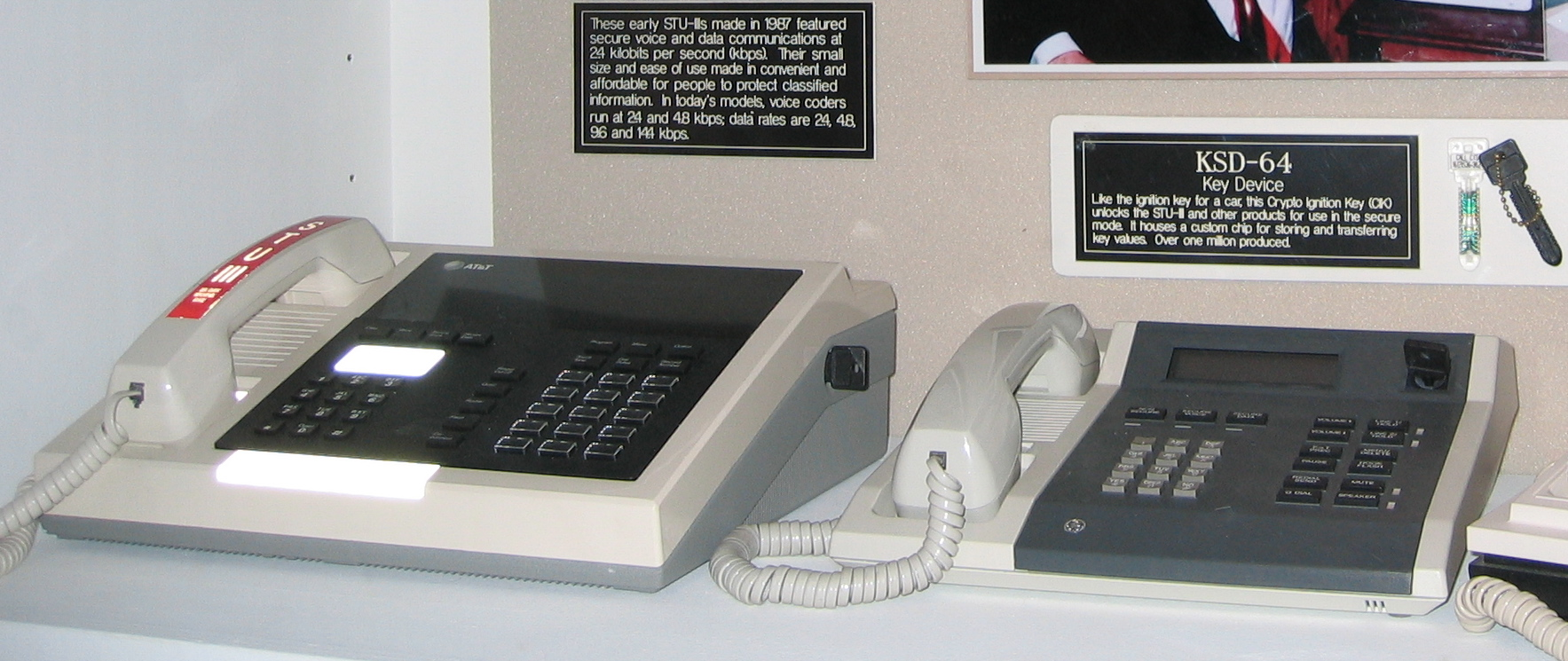
STU-III телефон защищённой связи